# 年轻的维多利亚获奖名单
《年轻的维多利亚》是一部2009年的时代剧，由让-马克·瓦雷执导，朱利安·费罗斯（Julian Fellowes）编，讲述了英国女王维多利亚的早年生活和统治时期，其中还包括她和丈夫阿尔伯特亲王之间的关系。影片由艾米莉·布朗特和鲁伯特·弗兰德主演，马丁·斯科塞斯、格拉汉姆·金（Graham King）和约克公爵夫人萨拉（Sarah, Duchess of York）担任制片人。《年轻的维多利亚》由格拉汉姆·金创办的影业制作，动量影业负责在英国发行，幻影（Apparition）公司在美国发布，并于2009年2月5日在第59届柏林电影节上举办了首映式，而英国首映式则于3月3日在伦敦莱斯特广场进行。从2009年到2010年初，影片先后在多伦多、安大略萨德伯里、芝加哥、纽约州汉普顿（Hampton）、佛蒙特州、旧金山、丹佛和圣华金的多个电影节上放映。2009年3月6日，影片在英国公映，之后于2009年12月18日开始在美国限量放映，圣诞节才开始在全国范围上映。影片的全球票房总计为2740万9889美元。
电影上映后获得了来自多个不同组织颁发的不同类别荣誉和奖项，其中受到肯定最多的就是其服装设计和女主角布朗特的表演。《年轻的维多利亚》在第82届奥斯卡金像奖角逐中获得了三项提名，最终桑迪·鲍威尔（Sandy Powell）赢得了服装设计奖，这已是她第三次获奖。在第63届英国电影学院奖角逐中，鲍威尔和化妆师珍妮·谢尔科尔（Jenny Shircore）双双胜出，并且两人均是第二度获奖。鲍威尔几乎在所有获得提名的奖项中最终都成功胜出。除奥斯卡金像奖和英国电影学院奖外，她还获得了另外四个重要奖项提名，并赢得评论家选择奖最佳服装设计奖、服装设计工会时代剧卓越表现奖，以及凤凰城影评人协会最佳服装设计奖。
布朗特在各个电影奖项角逐中获得了8项表演类奖项提名，其中包括英国独立电影奖、广播影评人协会奖和帝国奖。不过她只赢得一个主要电影奖项，即2009年温哥华影评人协会奖的加拿大电影最佳女主角奖。《年轻的维多利亚》在金拖车奖角逐中赢得了最佳爱情片奖，还获得了汉普顿国际电影节以及萨德伯里国际电影节的最受观众欢迎奖。此外，《悉尼晨锋报》还将本片列为2009年度十大佳片之首。

## 获奖和提名
| 类别                      | 颁奖日期       | 奖项                     | 获奖或提名人                       | 结果 |
| ------------------------- | -------------- | ------------------------ | ---------------------------------- | ---- |
| 奥斯卡金像奖              | 2010年3月7日   | 艺术指导                 | 帕特里斯·弗米特（Patrice Vermette）、玛吉·格雷（Maggie Gray） | 提名 |
| 奥斯卡金像奖              | 2010年3月7日   | 服装设计                 | 桑迪·鲍威尔                        | 獲獎 |
| 奥斯卡金像奖              | 2010年3月7日   | 化妆                     | 乔恩·亨利·戈登（Jon Henry Gordon）、珍妮·谢尔科尔  | 提名 |
| 英国电影学院奖            | 2010年2月21日  | 最佳服装设计             | 桑迪·鲍威尔                        | 獲獎 |
| 英国电影学院奖            | 2010年2月21日  | 最佳化妆和发型           | 珍妮·谢尔科尔                      | 獲獎 |
| 英国独立电影奖            | 2009年12月6日  | 最佳女主角               | 艾米莉·布朗特                      | 提名 |
| 评论家选择奖              | 2010年1月15日  | 最佳女主角               | 艾米莉·布朗特                      | 提名 |
| 评论家选择奖              | 2010年1月15日  | 最佳服装设计             | 桑迪·鲍威尔                        | 獲獎 |
| 萨德伯里国际电影节        | 2009年9月      | 最受观众欢迎奖           | 《年轻的维多利亚》                 | 獲獎 |
| 服装设计工会奖            | 2010年1月26日  | 时代剧卓越表现           | 桑迪·鲍威尔                        | 獲獎 |
| 达拉斯—沃斯堡影评人协会奖 | 2009年12月16日 | 最佳女主角               | 艾米莉·布朗特                      | 提名 |
| 女性电影记者联盟奖        | 2009年12月     | 最美丽电影               | 《年轻的维多利亚》                 | 提名 |
| 帝国奖                    | 2010年3月28日  | 最佳女主角               | 艾米莉·布朗特                      | 提名 |
| 金球奖                    | 2010年1月17日  | 最佳电影女主角（正剧类） | 艾米莉·布朗特                      | 提名 |
| 金拖车奖                  | 2010年6月10日  | 最佳爱情片               | 《年轻的维多利亚》                 | 獲獎 |
| 汉普顿国际电影节          | 2010年10月     | 最受观众欢迎故事片奖     | 《年轻的维多利亚》                 | 獲獎 |
| 全英原创音乐奖            | 2010年10月     | 最佳原创配乐             | 伊兰·艾希凯利（Ilan Eshkeri）                  | 提名 |
| 伦敦影评人协会奖          | 2010年2月18日  | 年度英国女演员           | 艾米莉·布朗特                      | 提名 |
| 凤凰城影评人协会奖        | 2009年12月22日 | 最佳服装设计             | 桑迪·鲍威尔                        | 獲獎 |
| 卫星奖                    | 2009年12月20日 | 最佳电影女主角（正剧类） | 艾米莉·布朗特                      | 提名 |
| 卫星奖                    | 2009年12月20日 | 最佳服装设计             | 桑迪·鲍威尔                        | 提名 |
| 温哥华影评人协会奖        | 2010年1月11日  | 加拿大电影最佳女主角奖   | 艾米莉·布朗特                      | 獲獎 |
| 温哥华影评人协会奖        | 2010年1月11日  | 最佳加拿大电影奖         | 《年轻的维多利亚》                 | 提名 |
| 温哥华影评人协会奖        | 2010年1月11日  | 加拿大电影最佳女配角奖   | 米兰达·理查森                      | 提名 |
| 华盛顿特区影评人协会奖    | 2009年12月7日  | 最佳艺术指导             | 《年轻的维多利亚》                 | 提名 |